# Terminal d'autobusos de l'autoritat portuària

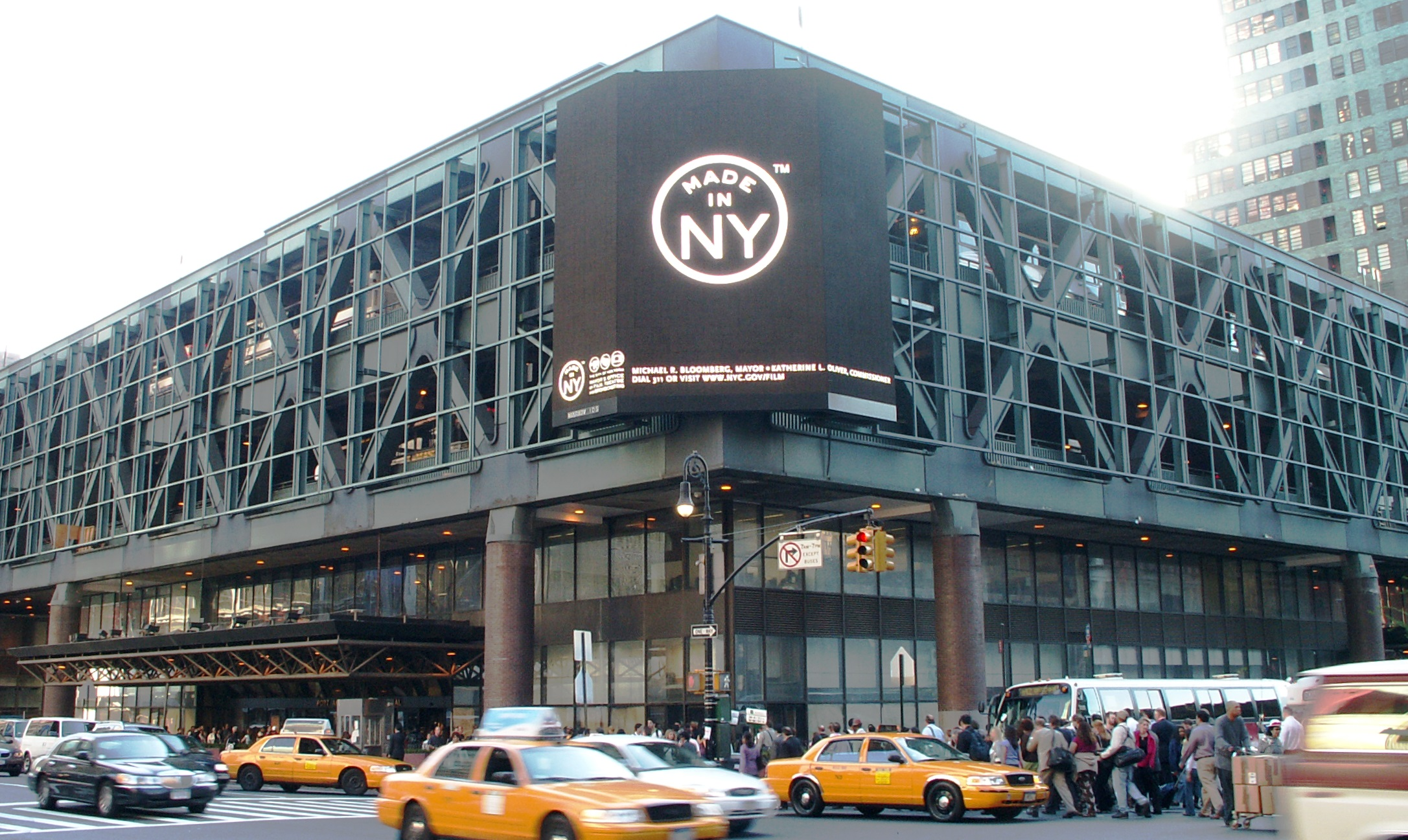
Terminal d'Autobusos de l'Autoritat Portuària a la 8a Avinguda amb el Carrer 42

La Terminal d'Autobusos de l'Autoritat Portuària (en anglès: Port Authority Bus Terminal) és la principal porta d'entrada a Manhattan (Nova York) per als autobusos interestatals. És operada per l'Autoritat Portuària de Nova York i Nova Jersey.
La terminal d'autobusos és un gran edifici situat a la zona de Midtown, a un carrer a l'oest de Times Square, entre les avingudes 8 i 9 i els carrers 40 i 42, al número 625 de la 8a Avinguda. Funciona com a terminal i punt de partida per als autobusos suburbans i per als autobusos que fan viatges llargs a la mateixa ciutat. Durant l'hora punta, la terminal de tres quilòmetres de longitud acull els autobusos que venen de Nova Jersey a través del Túnel Lincoln directament cap a l'edifici, per a evitar el trànsit dels carrers. Diversos passatges subterranis connecten la terminal amb els trens dels serveis A C E, 1 2 3, N Q R, 7 i S del Metro de Nova York.
La terminal és la més transitada dels Estats Units i del món pel que fa al volum de persones i ofereix al voltant de 8.000 autobusos i transporta unes 225.000 persones al dia.